# Gironella
Gironella ist eine Stadt im Nordosten Spaniens. Sie liegt in der Comarca Berguedà der Provinz Barcelona (Katalonien).

## Ortsgliederung
Neben dem Hauptort gibt es noch Bassacs, Cal Ramons, Viladomiu Nou und Viladomiu Vell.

## Nachbargemeinden
Als Nachbargemeinden sind Casserres, Olvan und Puig-reig zu nennen.

## Sehenswürdigkeiten
- Kirche Santa Eulalia

## Persönlichkeiten
- Maurus Esteva Alsina (1933–2014), Geistlicher
- Vicenç Navarro (* 1937), Politologe
- Rossend Perelló (1912–1976), Schriftsteller
- Lluís Maria Saumells Panadés (1915–1999), Bildhauer und Maler
- Ferran Sibila (* 1988), Fußballtrainer